# سرية عكاشة بن محصن الأسدي (الغمر)
سرية عكاشة بن محصن الأسدي هي إحدى سرايا الرسول، أرسل فيها الصحابي عكاشة بن محصن إلى الغمر، والغمر بفتح الغين وسكون الميم والراء، وهي ماء لبني أسد.

## أحداث السرية
وجه الرسول عكاشة بن محصن الأسدي في أربعين رجلا من الصحابة منهم ثابت بن أقرم ، فخرج عكاشة يسرع في السير إلى أن وصل إلى الماء المذكور ، فوجد القوم علموا بهم فهربوا ولم يجدوا في دارهم أحدا ، فبعث عكاشة شجاع بن وهب طليعه يطلب خبرا ويرى أثرا فأخبر أنه رأى أثر نعم قريبا ، فخرجوا فوجدوا رجلا نائما ، فسألوه عن خبر الناس , فقال وأين الناس ، لقد لحقوا بعليات بلادهم ، قالوا فالنعم , قال معهم ، فضربه به أحدهم بسوط في يده ، فقال تؤمنوني على دمي وأطلعكم على نعم لبني عم له لم يعلموا بمسيركم إليهم ، قالوا نعم ، فأمنوه فانطلقوا معه ، فأمعن حتى خافوا أن يكون ذلك غدرا منه لهم , فقالوا والله لتصدقنا أو لنضربن عنقك ، فقال تطلعون عليهم من هذا المحل ، فلما طلعوا منه وجدوا نعما رواتع ، فأغاروا عليها فاستاقوها ، فإذا هي مائة بعير وشردت الأعراب في كل وجه ولم يطلبوهم ، وانحدروا إلى المدينة بتلك الإبل وأطلقوا الرجل الذي أمنوه.